# Alfonso XI de Castilla
Alfonso XI de Castilla, llamado «el Justiciero» (Salamanca, 13 de agosto de 1311-Gibraltar, 26 de marzo de 1350), fue rey de Castilla, bisnieto de Alfonso X «el Sabio». 
A partir de los sucesos de 1319, las aspiraciones a la regencia de los infantes Don Felipe —hijo de Sancho IV de Castilla y de María de Molina — don Juan Manuel —nieto de Fernando III— y Juan de Haro «el Tuerto» —hijo del fallecido Juan de Castilla— dividieron el reino, que fue saqueado por moros y nobles levantiscos. 
Alfonso asumió el trono en 1325 al ser declarado mayor de edad. Durante su reinado logró fortalecer el poder real dominando la levantisca nobleza. En su gobierno logró también resolver los problemas que surgieron en el estrecho de Gibraltar relativos a la conquista de Algeciras. Muchos de estos problemas fueron suscitados por las ambiciones reconquistadoras de los benimerines mahometanos.

## Biografía

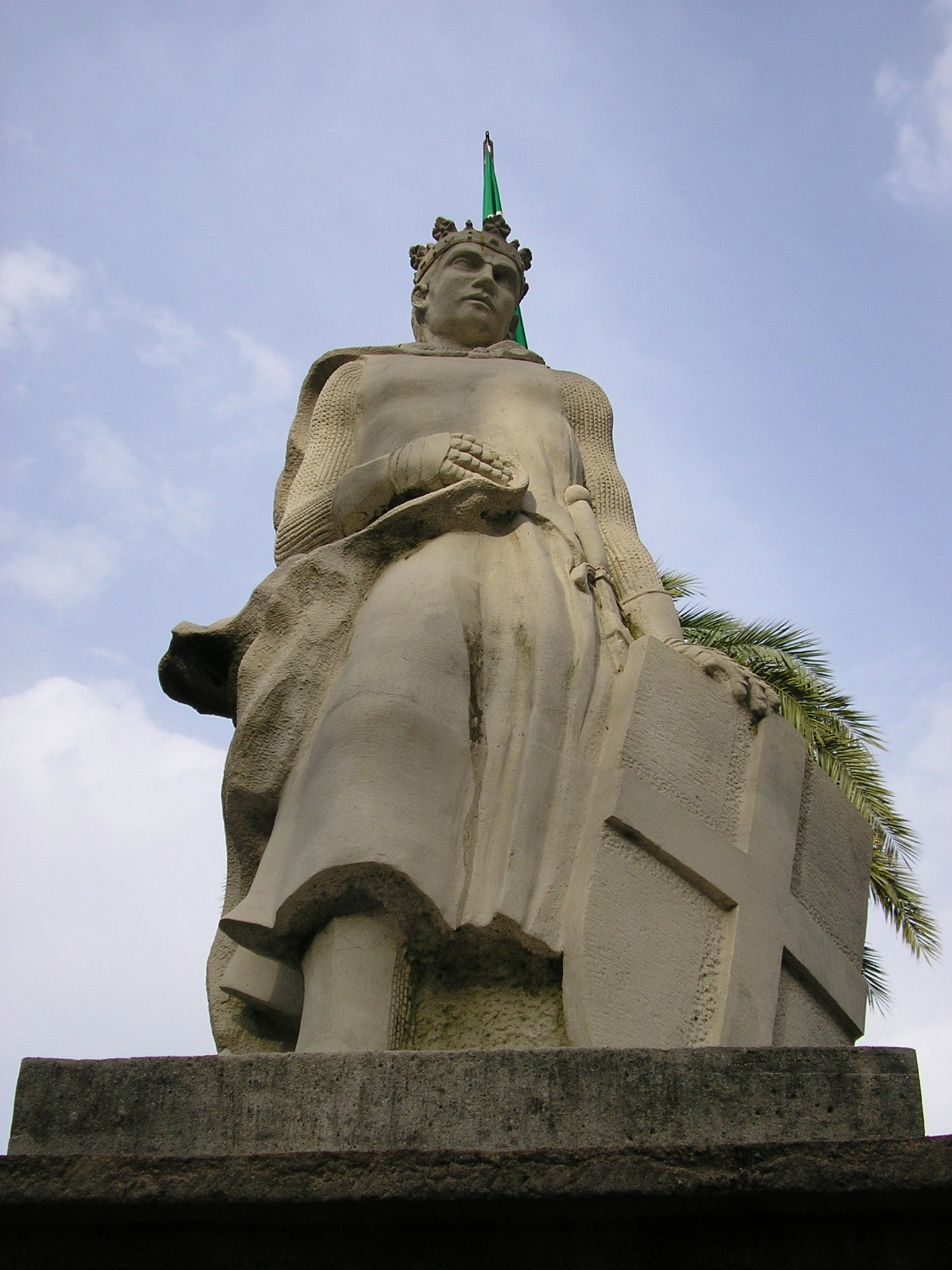
Estatua de Alfonso XI en Algeciras.

### Regencia(1312-1325)
Hijo de Fernando IV de Castilla y de Constanza de Portugal, fue entronizado a la edad de un año. Su abuela paterna, María de Molina, destacó como la principal regente y tutora durante la minoría de edad de Alfonso luego de la muerte de Constanza en 1313. En esa regencia tuvo que lidiar con los otros regentes: los infantes Pedro; y Juan. Con la muerte de Juan y Pedro en la derrota de 1319 y tras el fallecimiento de María de Molina en 1321, la regencia recayó en el triunvirato formado por los infantes Felipe de Castilla y Don Juan Manuel, junto con el señor de Vizcaya, Juan el Tuerto.
Los conflictos generados a raíz de la pugna por el poder en la regencia provocaron la división de la Corona al punto de que en 1318 se convocasen Cortes separadas: las Cortes de Castilla en Valladolid, y las Cortes de León en Medina del Campo. Esta regencia fue utilizada como argumento por Tirso de Molina en el drama La prudencia en la mujer, protagonizado por María de Molina; según González Vergel "el más emblemático e importante personaje femenino de todo nuestro Siglo de Oro".
Durante su minoría de edad se dieron abusos de poderosos y nobles contra el pueblo, tal y como se expresa en la Crónica de Alfonso XI. La conciencia de estos hechos unido a la influencia de su abuela hicieron que fuese un monarca muy comprometido con la justicia y el cumplimiento de las leyes, por lo que se ganó su apelativo.

### Fortalecimiento del poder real
Alfonso XI asumió plenos poderes reales en 1325, cuando aún no había cumplido los catorce años de edad. Nada más asumir el poder regio comenzó un trabajo laborioso en pro del fortalecimiento del poder real dividiendo a sus enemigos. Ejerció gran energía para mantener controlada a la nobleza, ya desde que se hizo cargo del poder, no importándole en muchos casos para conseguir ese sometimiento recurrir al ajusticiamiento de los nobles o incluso a los asesinatos y emboscadas, como ocurrió con Juan de Haro el Tuerto, en la ciudad de Toro en 1326, infundiendo un justificado terror a los nobles que supo reflejar el Romancero, por ejemplo en "Don García de Padilla / ese que Dios perdonase...".
En 1331, Alfonso de la Cerda rindió un homenaje a Alfonso para dejar zanjadas sus pretensiones al trono castellano y leonés. En 1332 supo sofocar, con la ayuda de sus súbditos, la revuelta que contra él hicieron Juan Manuel y Alfonso IV de Portugal. Dichos acontecimientos le hicieron descuidar la Reconquista, perdiendo Gibraltar.

### Batallas contra los musulmanes

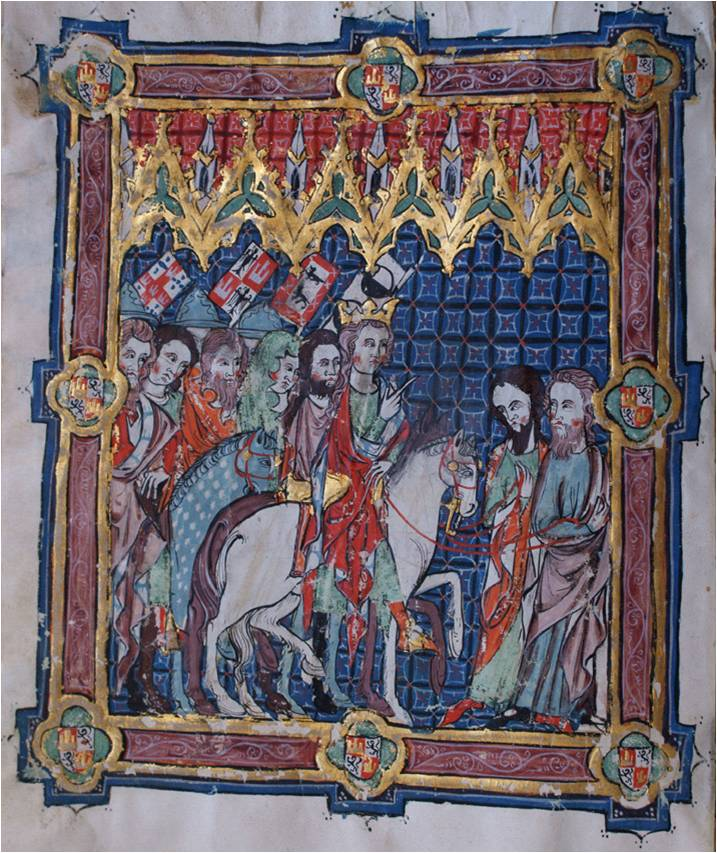
Alfonso XI y sus nobles. Libro de la Coronación de los Reyes de Castilla.

Alfonso XI actuó de manera agresiva contra el Reino nazarí de Granada, que en aquel momento se mostraba colaborativo con el Sultanato benimerín del norte de África. El monarca consiguió algunos acuerdos con la Corona de Aragón como el Pacto de Ágreda y el Pacto de Tarazona en 1328 para atacar conjuntamente a los musulmanes, aunque no tuvieron resultados positivos. Tanto Alfonso, como Abul-Hasán mandaron un importante contingente naval al Estrecho de Gibraltar, ya que sabían perfectamente la importancia de dicho punto geográfico en sus pretensiones de conquista. Alfonso obtuvo la ayuda de los aragoneses, y el musulmán, de los genoveses. Su primera victoria destacable, con la ayuda de los aragoneses, se produjo en 1330 con la toma de Teba, a lo que los benimerines respondieron conquistando Gibraltar tres años más tarde aprovechando disputas internas. Una de sus grandes victorias, al mando de Alonso Jofre Tenorio fue la batalla del Salado contra los benimerines en 1340, tras lo cual mandó construir un palacio real en Tordesillas, más tarde reconvertido en el monasterio de Santa Clara. A finales de ese año cercó Alcalá la Real, que consiguió tomar el 15 de agosto de 1341, sin que Yusuf I, ni su visir Ridwan consiguieran aprovisionarla ni romper el cerco. El general de los «defensores de la fe» africanos, Ozmín, intentó llevar a las tropas cristianas a una trampa, pero el maestre de Santiago no cayó en ella y el 15 de agosto de 1341 Alcalá tuvo que rendirse. Días después lo harían Priego de Córdoba, Carcabuey, Rute y la torre Matrera. Los expulsados de Alcalá fueron asentados en Moclín para que mantuviesen su deseo de revancha. Los éxitos militares continuaron, debido a que Alfonso XI obtuvo una nueva victoria en la batalla del río Palmones y, la más relevante, la conquista de la relevante plaza del Reino de Algeciras en 1344 tras un largo asedio, por la que el emir granadino Yusuf I pagó 12.000 doblas de oro en concepto de parias. Alfonso intentó en varias ocasiones conquistar Gibraltar sin éxito, aunque sus victorias le permitieron recuperar el comercio entre el mar Mediterráneo y el océano Atlántico para la Corona de Castilla.

### Guerra de los Cien Años
Alfonso XI consiguió permanecer neutral durante la guerra de los Cien Años, la gran pugna que enfrentaría durante décadas a los reinos de Inglaterra y Francia. Castilla se aprovechó de la prohibición inglesa de vender lana en las ciudades de Flandes para exportar su propia materia prima desde diversas ciudades castellanas como Burgos, lo que propició un gran crecimiento del comercio exterior y la instauración de colonias castellanas en ciudades como Brujas.
También se sabe que entre sus aficiones se encontraba la caza, teniendo como lugar habitual para ir de caza el pueblo de Valporquero en León, junto a sus cuevas. Durante su reinado se escribió el llamado Libro de la Montería de Alfonso XI, pues su autoría es debatida. A Alfonso XI se le atribuye una cantiga de amor dirigida a Leonor de Guzmán.[cita requerida]

### Legislación y justicia
Uno de los aspectos más importantes de su interés fue modernizar y unificar jurídicamente su reino ante los problemas que causaba la aplicación de los muy diversos fueros antiguos, frente a las leyes regias, además de la preocupación, en gran medida, por el cumplimiento estricto de la justicia, y por eso su sobrenombre de "el Justiciero", reflejando su imagen como rey legislador y jurista.
El mayor logro legislativo de su reinado se plasmó en el Ordenamiento de Alcalá, de 1348. Mientras que el propio Alfonso X había intentado imponer la aplicación unitaria de la ley regia por encima de los ordenamientos locales, mediante las Siete Partidas, sin conseguirlo, Alfonso XI, cautamente, logró poner en vigor el Ordenamiento, basándose en ellas, pero con estudiadas matizaciones para que no fuera objeto de rechazo. El Ordenamiento tendría tanto éxito que estuvo en vigor hasta que en el siglo XIX, se promulgase el Código Civil.
El Ordenamiento de Alcalá fijaba un orden de prelación de las fuentes jurídicas, que encabezaban las leyes contenidas en el propio Ordenamiento, seguidas por las correspondientes a los fueros concejiles y finalmente, las contenidas en las Partidas.

### Carácter
La Crónica del muy esclarecido príncipe et Rey don Alfonso el Onzeno... lo describe así:

Fue el rey don Alfonso non muy grande de cuerpo, mas de buen talante, et de buena fuerza, et rubio et blanco, et venturoso en guerras.

Como su abuela, no era un ingenuo en absoluto y ocultaba a sus cortesanos sus verdaderos pensamientos; incluso contenía y disimulaba su cólera con virtuosismo; según la Gran Crónica «por no dar a entender el su enojo, encubrió el su coraçon con grande paçiencia, como buen rrey, e sabio e entendido en todas las cosas». Este carácter tan diplomático le permitió sellar acuerdos con Inglaterra y Francia sin inmiscuirse en la guerra de los Cien Años cuando estos dos reinos lo requirieron, Eduardo III en 1335 y Felipe VI en 1336, respectivamente; la eminencia gris en el Consejo del rey que cerró estos acuerdos fue el canciller de su sello de la puridad Fernán Sánchez de Valladolid, notario mayor de Castilla, "de quien el Rey avia fiado ante desto otras muchas mandaderías, et de grandes fechos" política que sus descendientes Pedro I y Enrique II no consiguieron continuar. Presidieron su acción dos principios generales bien establecidos:

Non  dexó...  de  poner  en  obra  dos  cosas  las  más  prinçipales  que  Dios  le  encomendó en el rreyno: la una, la justiçia; e, la otra, la guerra contra los moros.»

Sin embargo, también honra y fama pesaron mucho en conseguir lo que logró: en  1333,  aunque Gibraltar acababa de caer en manos meriníes, Alfonso XI decidió comparecer allí no sólo por si podía recuperar la plaza, sino porque «era más su honrra llegar al castillo». Es más, en la celebérrima batalla del Salado, el hecho de mayor relevancia histórica de su reinado, pese a la inferioridad numérica, el monarca castellano había afirmado que no podía excusar la lid de ninguna manera, y la Gran Crónica puso en boca del monarca que prefería perder la cabeza antes que tener que pasar por la vergüenza de no comparecer en defensa de la villa, recordando que no se podían permitir perder «como malos lo que avian ganado sus anteçessores como buenos», pues era preferible «ganar honrra e, olvidando los viçios deste mundo, [...] ganar fama sienpre». La pérdida de Gibraltar era la «mayor mancilla que tenía el rey en su corazón» y por eso desoyó a sus consejeros y murió manteniendo obstinadamente el  asedio, pese  al  brote  de  peste que al cabo terminó con su vida.
Los ideales caballerescos de honra y fama también influyeron en la creación por su parte de la Orden de la Banda.

## Muerte y sepultura

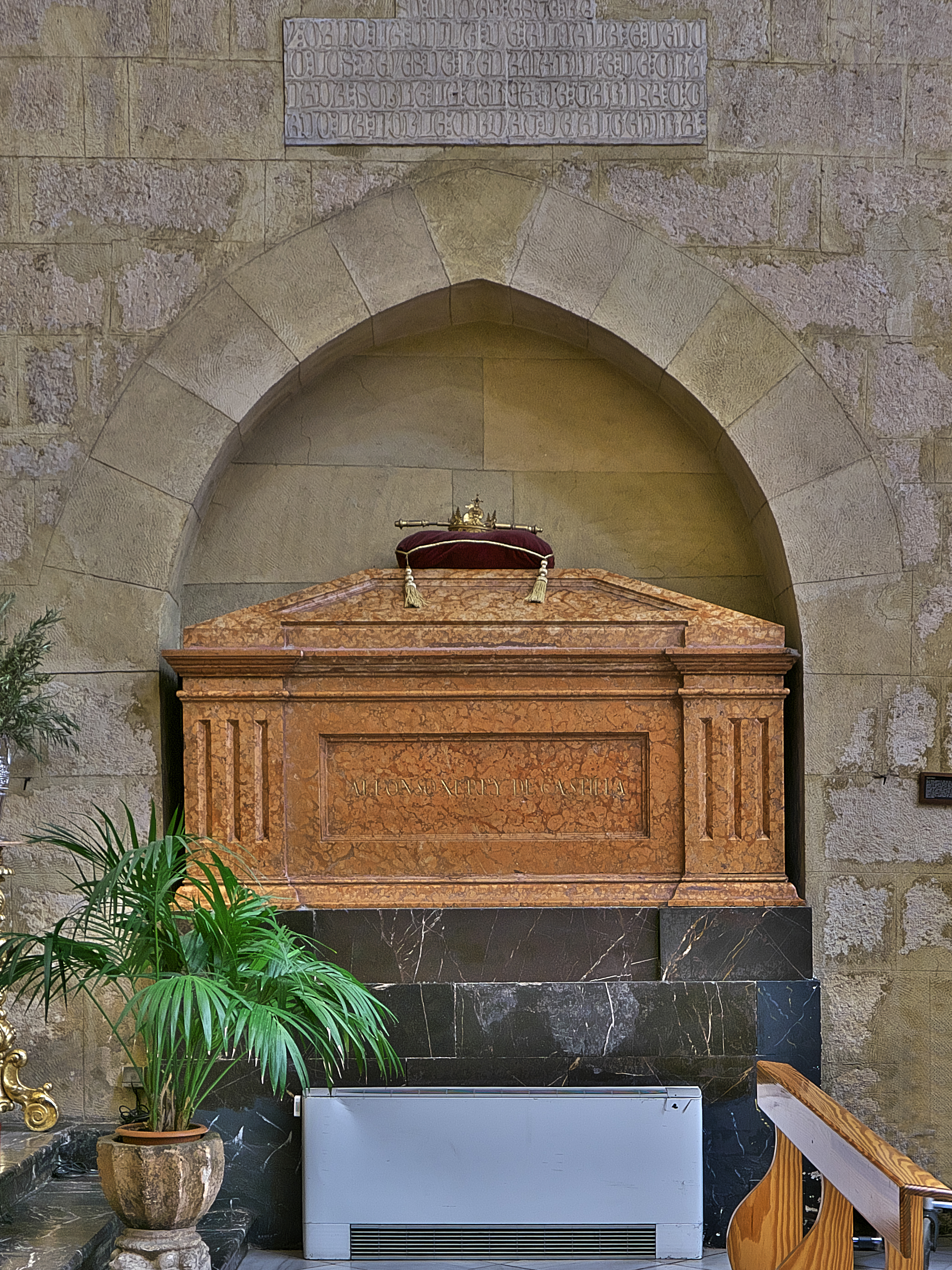
Sarcófago de Alfonso XI en la Real Colegiata de San Hipólito en Córdoba.

Falleció en el sitio de Gibraltar víctima de la peste negra, en La Línea de la Concepción, en la noche de 25 al 26 de marzo, jueves y viernes de la Semana Santa de 1350, siendo el único rey de Europa (además de la Reina Margarita I de Dinamarca) que murió por este motivo.[cita requerida]  Su cuerpo fue posteriormente llevado a Sevilla y en 1371 trasladado a la Capilla Real de la Mezquita-catedral de Córdoba, donde permaneció durante más de trescientos años, en compañía de su padre Fernando IV, también sepultado allí.El 8 de agosto de 1736 fueron trasladados los restos de Alfonso XI y de su padre Fernando IV a la Real Colegiata de San Hipólito de dicha ciudad, fundada por Alfonso XI en 1343 en conmemoración de la Batalla del Salado. Los restos mortales de ambos monarcas reposan en sarcófagos de mármol rojo, construidos en 1846.

## Matrimonio
Alfonso XI contrajo matrimonio en el verano de 1328 en la localidad de Alfayates con su prima María de Portugal y, una vez concluida la ceremonia, los contrayentes se dirigieron a Fuenteguinaldo. Se entregaron recíprocamente diversos castillos y alcázares. No obstante, el monarca había conocido un año antes en Sevilla, tras una campaña militar en Olvera, a Leonor de Guzmán, una noble andaluza de la que nunca se separó hasta su muerte y en cuya crónica la describe como:

Era, dueña muy rica y muy fija dalgo y era en fermosura la mas apuesta muger que avia en el Reyno.
Crónica de Alfonso XI

La ausencia inicial de hijos hasta alrededor de 1333 en el matrimonio real resultó perjudicial para la reina María de Portugal, que fue excluida de ocupar un papel más activo y relegada en el monasterio de San Clemente, donde actualmente reposan sus restos. Con los años Leonor fue convirtiéndose en la principal consejera del rey, por lo que fue una de las mujeres más poderosas de Europa y de facto reina de Castilla. Tras el fallecimiento de Alfonso XI en 1350, Leonor cayó en desgracia y finalmente fue asesinada por Pedro I y María de Portugal, aunque su propio hijo Enrique II consiguió vengarla dieciocho años más tarde tras matar a su hermanastro Pedro I (éste había asesinado a tres de sus hermanos y mediohermanos o alnados de Pedro) e instaurarse como rey de Castilla, inaugurando la dinastía de los Trastámara.

## Descendencia
Tras un primer matrimonio no consumado, y posteriormente anulado, con Constanza Manuel, hija de Don Juan Manuel, contrajo matrimonio el 24 de junio de 1328 en Alfayates (Portugal) con su prima hermana María de Portugal, hija de Alfonso IV de Portugal, de la que tuvo: 

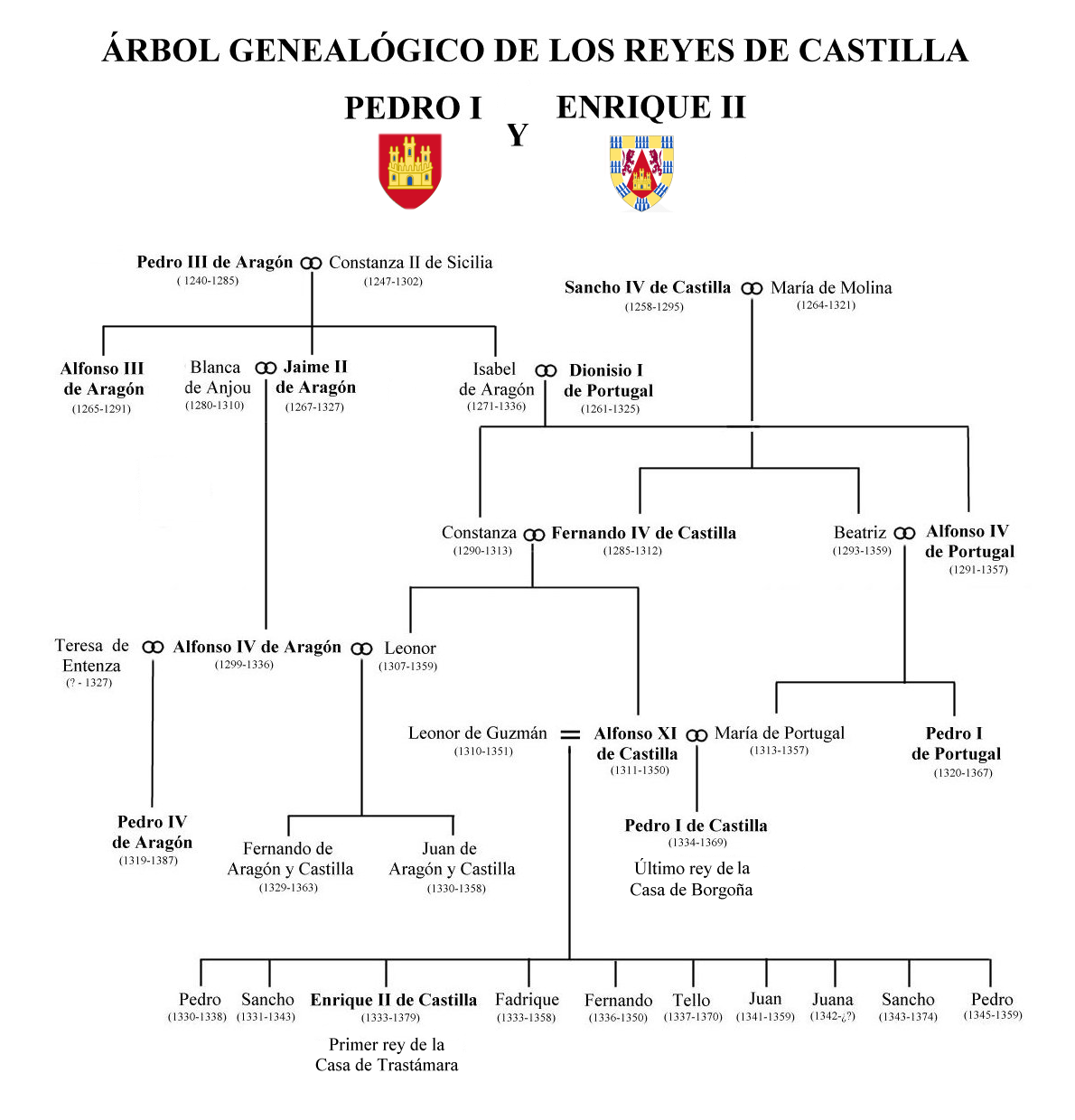
Genealogías de los reyes de Castilla, Pedro I el Cruel y Enrique II de Trastámara

- Dos hijos sepultados con su madre en el monasterio de San Clemente de Sevilla.[16] Uno de ellos, el primogénito Fernando, falleció a los pocos meses de nacer.
- Pedro I de Castilla (1334–1369), apodado el Cruel por sus detractores y el Justiciero por sus partidarios, muerto por su hermanastro Enrique II, conde de Trastámara.

A partir del año 1331/1332 tuvo diez hijos con Leonor de Guzmán: 
- Pedro de Aguilar (1331/1332–1338), I señor de Aguilar de Campoo, Liébana y La Pernía y de las villas de Orduña, Paredes de Nava, Baena, Luque y Zuheros y canciller mayor de Castilla.
- Sancho Alfonso de Castilla (1332/1333–1342), llamado «el Mudo», I señor de Ledesma, Béjar, Granadilla, Montemayor, Galisteo, Salvatierra y otros lugares, durante un corto periodo de tiempo, señor de Cabrera y Ribera, y alférez del rey.
- Enrique II de Castilla (1333/1334–1379), gemelo del siguiente, señor del condado de Noreña, conde de Trastámara, señor de Lemos y Sarria, en Galicia, y las villas de Cabrera y Ribera, fundador de la Casa de Trastámara.
- Fadrique Alfonso de Castilla (1333/1334–1358), gemelo del anterior, maestre de la Orden de Santiago, señor de Haro, adelantado mayor de la frontera de Andalucía y camarero mayor del rey; de quien descienden los almirantes de Castilla-duques de Medina de Rioseco (Casa de Enríquez), fue el primero de los hermanos que fue asesinado por orden de Pedro;
- Fernando Alfonso de Castilla (1334–1350), I señor de Ledesma, Haro, Béjar, Granadilla, Montemayor, Galisteo, Salvatierra y de otros lugares.
- Tello de Castilla (1337–1370), I señor de Aguilar de Campoo, Castañeda, Berlanga, Monteagudo y señor consorte de Lara y de Vizcaya, y de quien descienden los marqueses de Aguilar de Campoo;
- Juan Alfonso de Castilla (1340–1359), I señor de Jerez de los Caballeros y posteriormente de Ledesma, Salvatierra, Montemayor, Miranda, Galisteo y Granadilla, lo mandó matar su medio hermano Pedro I de Castilla;
- Juana Alfonso de Castilla (1342-después de 1376), I señora de Medina de Rioseco, Tordehumos, Paredes de Nava y otros lugares, casada en primeras nupcias con Fernán Ruiz de Castro y en segundas con Felipe de Castro;
- Sancho de Castilla (1342–1374), I conde de Alburquerque y I señor de Ledesma, Haro, Briones, Belorado, Cerezo, Alba de Liste, Medellín, Tiedra y Montalbán. Sucedió a su hermano Tello como alférez mayor del rey Enrique II de Castilla, que era su hermano, en 1371;
- Pedro Alfonso de Castilla (1345–1359), lo mandó matar su medio hermano Pedro I de Castilla.

## Biografía
É fue este rey Don Alfonso no muy grande de cuerpo; mas de buen talle, é de buena fuerza, é blanco, é rubio, é franco, é esforzado, é venturoso en guerras.

## Ancestros
| \| \| \| \| \| \| \| \| \| \| \| \| \| \| \| \| \| \| \| \| 16. Fernando III de Castilla \| \| \| \| \| \| \| \| \| \| \| \| \| \| \| \| \| \| \| \| \| \| \| \| \| \| \| \| \| \| \| \| \| \| \| \| \| \| \| \| \| \| \| \| \| \| \| \| \| \| \| \| \| \| 8. Alfonso X de Castilla \| \| \| \| \| \| \| \| \| \| \| \| \| \| \| \| \| \| \| \| \| \| \| \| \| \| \| \| \| \| \| \| \| \| \| \| \| \| \| \| \| \| \| \| \| \| \| \| \| \| \| \| \| \| 17. Beatriz de Suabia \| \| \| \| \| \| \| \| \| \| \| \| \| \| \| \| \| \| \| \| \| \| \| \| \| \| \| \| \| \| \| \| \| \| \| \| \| \| \| \| \| \| \| \| \| \| \| \| \| \| \| \| \| \| 4. Sancho IV de Castilla \| \| \| \| \| \| \| \| \| \| \| \| \| \| \| \| \| \| \| \| \| \| \| \| \| \| \| \| \| \| \| \| \| \| \| \| \| \| \| \| \| \| \| \| \| \| \| \| \| \| \| \| \| \| 18. Jaime I de Aragón \| \| \| \| \| \| \| \| \| \| \| \| \| \| \| \| \| \| \| \| \| \| \| \| \| \| \| \| \| \| \| \| \| \| \| \| \| \| \| \| \| \| \| \| \| \| \| \| \| \| \| \| \| \| 9. Violante de Aragón \| \| \| \| \| \| \| \| \| \| \| \| \| \| \| \| \| \| \| \| \| \| \| \| \| \| \| \| \| \| \| \| \| \| \| \| \| \| \| \| \| \| \| \| \| \| \| \| \| \| \| \| \| \| 19. Violante de Hungría \| \| \| \| \| \| \| \| \| \| \| \| \| \| \| \| \| \| \| \| \| \| \| \| \| \| \| \| \| \| \| \| \| \| \| \| \| \| \| \| \| \| \| \| \| \| \| \| \| \| \| \| \| \| 2. Fernando IV de Castilla \| \| \| \| \| \| \| \| \| \| \| \| \| \| \| \| \| \| \| \| \| \| \| \| \| \| \| \| \| \| \| \| \| \| \| \| \| \| \| \| \| \| \| \| \| \| \| \| \| \| \| \| \| \| 20. Alfonso IX de León \| \| \| \| \| \| \| \| \| \| \| \| \| \| \| \| \| \| \| \| \| \| \| \| \| \| \| \| \| \| \| \| \| \| \| \| \| \| \| \| \| \| \| \| \| \| \| \| \| \| \| \| \| \| 10. Alfonso de Molina \| \| \| \| \| \| \| \| \| \| \| \| \| \| \| \| \| \| \| \| \| \| \| \| \| \| \| \| \| \| \| \| \| \| \| \| \| \| \| \| \| \| \| \| \| \| \| \| \| \| \| \| \| \| 21. Berenguela de Castilla \| \| \| \| \| \| \| \| \| \| \| \| \| \| \| \| \| \| \| \| \| \| \| \| \| \| \| \| \| \| \| \| \| \| \| \| \| \| \| \| \| \| \| \| \| \| \| \| \| \| \| \| \| \| 5. María de Molina \| \| \| \| \| \| \| \| \| \| \| \| \| \| \| \| \| \| \| \| \| \| \| \| \| \| \| \| \| \| \| \| \| \| \| \| \| \| \| \| \| \| \| \| \| \| \| \| \| \| \| \| \| \| 22. Alfonso Téllez II de Meneses \| \| \| \| \| \| \| \| \| \| \| \| \| \| \| \| \| \| \| \| \| \| \| \| \| \| \| \| \| \| \| \| \| \| \| \| \| \| \| \| \| \| \| \| \| \| \| \| \| \| \| \| \| \| 11. Mayor Alfonso de Meneses \| \| \| \| \| \| \| \| \| \| \| \| \| \| \| \| \| \| \| \| \| \| \| \| \| \| \| \| \| \| \| \| \| \| \| \| \| \| \| \| \| \| \| \| \| \| \| \| \| \| \| \| \| \| 23. María Yáñez de Lima \| \| \| \| \| \| \| \| \| \| \| \| \| \| \| \| \| \| \| \| \| \| \| \| \| \| \| \| \| \| \| \| \| \| \| \| \| \| \| \| \| \| \| \| \| \| \| \| \| \| \| \| \| \| 1. Alfonso XI de Castilla \| \| \| \| \| \| \| \| \| \| \| \| \| \| \| \| \| \| \| \| \| \| \| \| \| \| \| \| \| \| \| \| \| \| \| \| \| \| \| \| \| \| \| \| \| \| \| \| \| \| \| \| \| \| 24. Alfonso II de Portugal \| \| \| \| \| \| \| \| \| \| \| \| \| \| \| \| \| \| \| \| \| \| \| \| \| \| \| \| \| \| \| \| \| \| \| \| \| \| \| \| \| \| \| \| \| \| \| \| \| \| \| \| \| \| 12. Alfonso III de Portugal \| \| \| \| \| \| \| \| \| \| \| \| \| \| \| \| \| \| \| \| \| \| \| \| \| \| \| \| \| \| \| \| \| \| \| \| \| \| \| \| \| \| \| \| \| \| \| \| \| \| \| \| \| \| 25. Urraca de Castilla \| \| \| \| \| \| \| \| \| \| \| \| \| \| \| \| \| \| \| \| \| \| \| \| \| \| \| \| \| \| \| \| \| \| \| \| \| \| \| \| \| \| \| \| \| \| \| \| \| \| \| \| \| \| 6. Dionisio I de Portugal \| \| \| \| \| \| \| \| \| \| \| \| \| \| \| \| \| \| \| \| \| \| \| \| \| \| \| \| \| \| \| \| \| \| \| \| \| \| \| \| \| \| \| \| \| \| \| \| \| \| \| \| \| \| 26. Alfonso X de Castilla(=8) \| \| \| \| \| \| \| \| \| \| \| \| \| \| \| \| \| \| \| \| \| \| \| \| \| \| \| \| \| \| \| \| \| \| \| \| \| \| \| \| \| \| \| \| \| \| \| \| \| \| \| \| \| \| 13. Beatriz de Castilla \| \| \| \| \| \| \| \| \| \| \| \| \| \| \| \| \| \| \| \| \| \| \| \| \| \| \| \| \| \| \| \| \| \| \| \| \| \| \| \| \| \| \| \| \| \| \| \| \| \| \| \| \| \| 27. Mayor Guillén de Guzmán \| \| \| \| \| \| \| \| \| \| \| \| \| \| \| \| \| \| \| \| \| \| \| \| \| \| \| \| \| \| \| \| \| \| \| \| \| \| \| \| \| \| \| \| \| \| \| \| \| \| \| \| \| \| 3. Constanza de Portugal \| \| \| \| \| \| \| \| \| \| \| \| \| \| \| \| \| \| \| \| \| \| \| \| \| \| \| \| \| \| \| \| \| \| \| \| \| \| \| \| \| \| \| \| \| \| \| \| \| \| \| \| \| \| 28. Jaime I de Aragón(=18) \| \| \| \| \| \| \| \| \| \| \| \| \| \| \| \| \| \| \| \| \| \| \| \| \| \| \| \| \| \| \| \| \| \| \| \| \| \| \| \| \| \| \| \| \| \| \| \| \| \| \| \| \| \| 14. Pedro III de Aragón \| \| \| \| \| \| \| \| \| \| \| \| \| \| \| \| \| \| \| \| \| \| \| \| \| \| \| \| \| \| \| \| \| \| \| \| \| \| \| \| \| \| \| \| \| \| \| \| \| \| \| \| \| \| 29. Violante de Hungría (=19) \| \| \| \| \| \| \| \| \| \| \| \| \| \| \| \| \| \| \| \| \| \| \| \| \| \| \| \| \| \| \| \| \| \| \| \| \| \| \| \| \| \| \| \| \| \| \| \| \| \| \| \| \| \| 7. Santa Isabel de Aragón \| \| \| \| \| \| \| \| \| \| \| \| \| \| \| \| \| \| \| \| \| \| \| \| \| \| \| \| \| \| \| \| \| \| \| \| \| \| \| \| \| \| \| \| \| \| \| \| \| \| \| \| \| \| 30. Manfredo I de Sicilia \| \| \| \| \| \| \| \| \| \| \| \| \| \| \| \| \| \| \| \| \| \| \| \| \| \| \| \| \| \| \| \| \| \| \| \| \| \| \| \| \| \| \| \| \| \| \| \| \| \| \| \| \| \| 15. Constanza II de Sicilia \| \| \| \| \| \| \| \| \| \| \| \| \| \| \| \| \| \| \| \| \| \| \| \| \| \| \| \| \| \| \| \| \| \| \| \| \| \| \| \| \| \| \| \| \| \| \| \| \| \| \| \| \| \| 31. Beatriz de Saboya \| \| \| \| \| \| \| \| \| \| \| \| \| \| \| \| \| \| \| \| \| \| \| \| \| \| \| \| \| \| \| \| \| \| \| \| \| \| \| \| \| \| \| \| \| \| \| \| \| \| \| \| |                                  |  |  |  |  |  |  |  |  |  |  |  |  |  |  |  |
| |                                  |  |  |  |  |  |  |  |  |  |  |  |  |  |  |  |
| | 16. Fernando III de Castilla     |  |  |  |  |  |  |  |  |  |  |  |  |  |  |  |
| |                                  |  |  |  |  |  |  |  |  |  |  |  |  |  |  |  |
| |                                  |  |  |  |  |  |  |  |  |  |  |  |  |  |  |  |
| | 8. Alfonso X de Castilla         |  |  |  |  |  |  |  |  |  |  |  |  |  |  |  |
| |                                  |  |  |  |  |  |  |  |  |  |  |  |  |  |  |  |
| |                                  |  |  |  |  |  |  |  |  |  |  |  |  |  |  |  |
| | 17. Beatriz de Suabia            |  |  |  |  |  |  |  |  |  |  |  |  |  |  |  |
| |                                  |  |  |  |  |  |  |  |  |  |  |  |  |  |  |  |
| |                                  |  |  |  |  |  |  |  |  |  |  |  |  |  |  |  |
| | 4. Sancho IV de Castilla         |  |  |  |  |  |  |  |  |  |  |  |  |  |  |  |
| |                                  |  |  |  |  |  |  |  |  |  |  |  |  |  |  |  |
| |                                  |  |  |  |  |  |  |  |  |  |  |  |  |  |  |  |
| | 18. Jaime I de Aragón            |  |  |  |  |  |  |  |  |  |  |  |  |  |  |  |
| |                                  |  |  |  |  |  |  |  |  |  |  |  |  |  |  |  |
| |                                  |  |  |  |  |  |  |  |  |  |  |  |  |  |  |  |
| | 9. Violante de Aragón            |  |  |  |  |  |  |  |  |  |  |  |  |  |  |  |
| |                                  |  |  |  |  |  |  |  |  |  |  |  |  |  |  |  |
| |                                  |  |  |  |  |  |  |  |  |  |  |  |  |  |  |  |
| | 19. Violante de Hungría          |  |  |  |  |  |  |  |  |  |  |  |  |  |  |  |
| |                                  |  |  |  |  |  |  |  |  |  |  |  |  |  |  |  |
| |                                  |  |  |  |  |  |  |  |  |  |  |  |  |  |  |  |
| | 2. Fernando IV de Castilla       |  |  |  |  |  |  |  |  |  |  |  |  |  |  |  |
| |                                  |  |  |  |  |  |  |  |  |  |  |  |  |  |  |  |
| |                                  |  |  |  |  |  |  |  |  |  |  |  |  |  |  |  |
| | 20. Alfonso IX de León           |  |  |  |  |  |  |  |  |  |  |  |  |  |  |  |
| |                                  |  |  |  |  |  |  |  |  |  |  |  |  |  |  |  |
| |                                  |  |  |  |  |  |  |  |  |  |  |  |  |  |  |  |
| | 10. Alfonso de Molina            |  |  |  |  |  |  |  |  |  |  |  |  |  |  |  |
| |                                  |  |  |  |  |  |  |  |  |  |  |  |  |  |  |  |
| |                                  |  |  |  |  |  |  |  |  |  |  |  |  |  |  |  |
| | 21. Berenguela de Castilla       |  |  |  |  |  |  |  |  |  |  |  |  |  |  |  |
| |                                  |  |  |  |  |  |  |  |  |  |  |  |  |  |  |  |
| |                                  |  |  |  |  |  |  |  |  |  |  |  |  |  |  |  |
| | 5. María de Molina               |  |  |  |  |  |  |  |  |  |  |  |  |  |  |  |
| |                                  |  |  |  |  |  |  |  |  |  |  |  |  |  |  |  |
| |                                  |  |  |  |  |  |  |  |  |  |  |  |  |  |  |  |
| | 22. Alfonso Téllez II de Meneses |  |  |  |  |  |  |  |  |  |  |  |  |  |  |  |
| |                                  |  |  |  |  |  |  |  |  |  |  |  |  |  |  |  |
| |                                  |  |  |  |  |  |  |  |  |  |  |  |  |  |  |  |
| | 11. Mayor Alfonso de Meneses     |  |  |  |  |  |  |  |  |  |  |  |  |  |  |  |
| |                                  |  |  |  |  |  |  |  |  |  |  |  |  |  |  |  |
| |                                  |  |  |  |  |  |  |  |  |  |  |  |  |  |  |  |
| | 23. María Yáñez de Lima          |  |  |  |  |  |  |  |  |  |  |  |  |  |  |  |
| |                                  |  |  |  |  |  |  |  |  |  |  |  |  |  |  |  |
| |                                  |  |  |  |  |  |  |  |  |  |  |  |  |  |  |  |
| | 1. Alfonso XI de Castilla        |  |  |  |  |  |  |  |  |  |  |  |  |  |  |  |
| |                                  |  |  |  |  |  |  |  |  |  |  |  |  |  |  |  |
| |                                  |  |  |  |  |  |  |  |  |  |  |  |  |  |  |  |
| | 24. Alfonso II de Portugal       |  |  |  |  |  |  |  |  |  |  |  |  |  |  |  |
| |                                  |  |  |  |  |  |  |  |  |  |  |  |  |  |  |  |
| |                                  |  |  |  |  |  |  |  |  |  |  |  |  |  |  |  |
| | 12. Alfonso III de Portugal      |  |  |  |  |  |  |  |  |  |  |  |  |  |  |  |
| |                                  |  |  |  |  |  |  |  |  |  |  |  |  |  |  |  |
| |                                  |  |  |  |  |  |  |  |  |  |  |  |  |  |  |  |
| | 25. Urraca de Castilla           |  |  |  |  |  |  |  |  |  |  |  |  |  |  |  |
| |                                  |  |  |  |  |  |  |  |  |  |  |  |  |  |  |  |
| |                                  |  |  |  |  |  |  |  |  |  |  |  |  |  |  |  |
| | 6. Dionisio I de Portugal        |  |  |  |  |  |  |  |  |  |  |  |  |  |  |  |
| |                                  |  |  |  |  |  |  |  |  |  |  |  |  |  |  |  |
| |                                  |  |  |  |  |  |  |  |  |  |  |  |  |  |  |  |
| | 26. Alfonso X de Castilla(=8)    |  |  |  |  |  |  |  |  |  |  |  |  |  |  |  |
| |                                  |  |  |  |  |  |  |  |  |  |  |  |  |  |  |  |
| |                                  |  |  |  |  |  |  |  |  |  |  |  |  |  |  |  |
| | 13. Beatriz de Castilla          |  |  |  |  |  |  |  |  |  |  |  |  |  |  |  |
| |                                  |  |  |  |  |  |  |  |  |  |  |  |  |  |  |  |
| |                                  |  |  |  |  |  |  |  |  |  |  |  |  |  |  |  |
| | 27. Mayor Guillén de Guzmán      |  |  |  |  |  |  |  |  |  |  |  |  |  |  |  |
| |                                  |  |  |  |  |  |  |  |  |  |  |  |  |  |  |  |
| |                                  |  |  |  |  |  |  |  |  |  |  |  |  |  |  |  |
| | 3. Constanza de Portugal         |  |  |  |  |  |  |  |  |  |  |  |  |  |  |  |
| |                                  |  |  |  |  |  |  |  |  |  |  |  |  |  |  |  |
| |                                  |  |  |  |  |  |  |  |  |  |  |  |  |  |  |  |
| | 28. Jaime I de Aragón(=18)       |  |  |  |  |  |  |  |  |  |  |  |  |  |  |  |
| |                                  |  |  |  |  |  |  |  |  |  |  |  |  |  |  |  |
| |                                  |  |  |  |  |  |  |  |  |  |  |  |  |  |  |  |
| | 14. Pedro III de Aragón          |  |  |  |  |  |  |  |  |  |  |  |  |  |  |  |
| |                                  |  |  |  |  |  |  |  |  |  |  |  |  |  |  |  |
| |                                  |  |  |  |  |  |  |  |  |  |  |  |  |  |  |  |
| | 29. Violante de Hungría (=19)    |  |  |  |  |  |  |  |  |  |  |  |  |  |  |  |
| |                                  |  |  |  |  |  |  |  |  |  |  |  |  |  |  |  |
| |                                  |  |  |  |  |  |  |  |  |  |  |  |  |  |  |  |
| | 7. Santa Isabel de Aragón        |  |  |  |  |  |  |  |  |  |  |  |  |  |  |  |
| |                                  |  |  |  |  |  |  |  |  |  |  |  |  |  |  |  |
| |                                  |  |  |  |  |  |  |  |  |  |  |  |  |  |  |  |
| | 30. Manfredo I de Sicilia        |  |  |  |  |  |  |  |  |  |  |  |  |  |  |  |
| |                                  |  |  |  |  |  |  |  |  |  |  |  |  |  |  |  |
| |                                  |  |  |  |  |  |  |  |  |  |  |  |  |  |  |  |
| | 15. Constanza II de Sicilia      |  |  |  |  |  |  |  |  |  |  |  |  |  |  |  |
| |                                  |  |  |  |  |  |  |  |  |  |  |  |  |  |  |  |
| |                                  |  |  |  |  |  |  |  |  |  |  |  |  |  |  |  |
| | 31. Beatriz de Saboya            |  |  |  |  |  |  |  |  |  |  |  |  |  |  |  |
| |                                  |  |  |  |  |  |  |  |  |  |  |  |  |  |  |  |
| |                                  |  |  |  |  |  |  |  |  |  |  |  |  |  |  |  |